# Ralph Willis (homme politique)
Ralph Willis (né le 14 avril 1938) est un homme politique australien.

## Distinctions
- Officier de l'Ordre d'Australie